# Acontosceles yorioi
Acontosceles yorioi is een keversoort uit de familie dwergpilkevers (Limnichidae). De wetenschappelijke naam van de soort werd in 1966 gepubliceerd door Satô.